# Anell de bola captiva

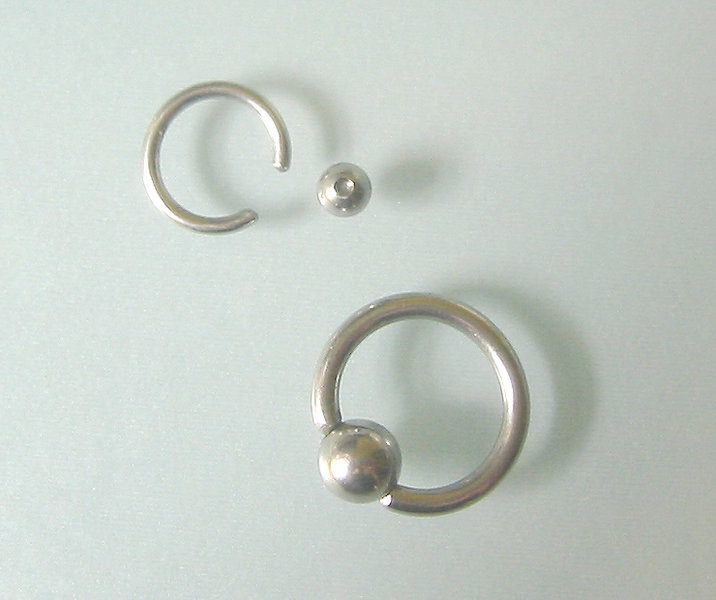
Anell de bola captiva

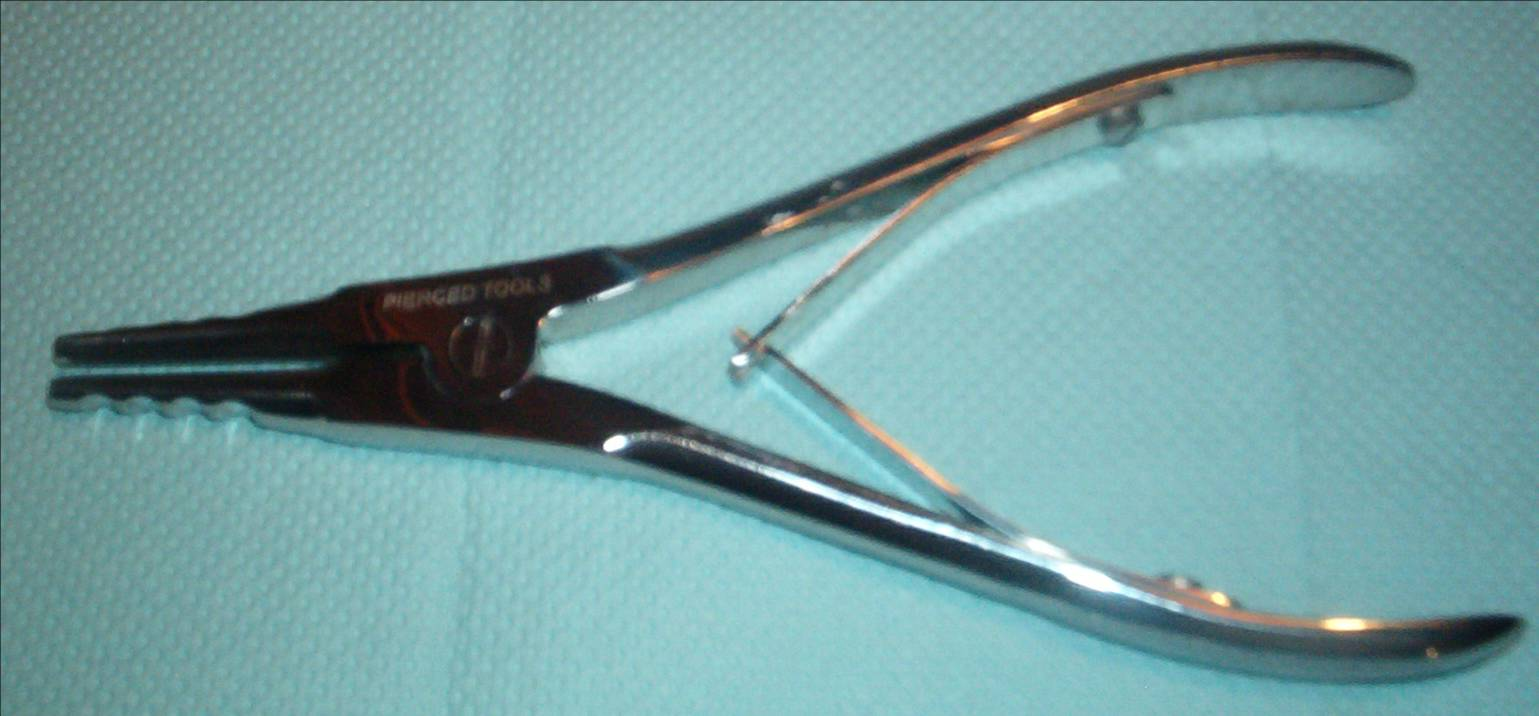
Alicates utilitzades per obrir i tancar l'anell

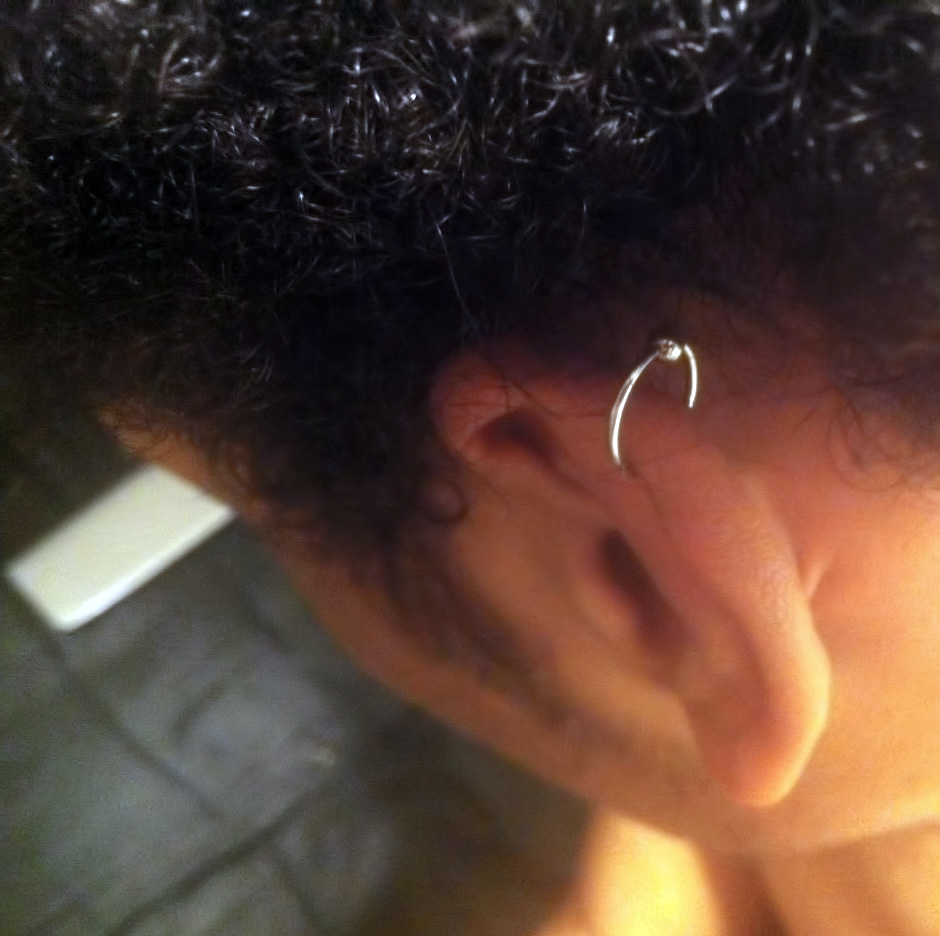
Un anell de bola captiva a l'hèlix de l'orella (pírcing a l'hèlix)

Un anell de bola captiva (en anglès, Ball Closure Ring, BCR), anell de tancament de bola, o cèrcol captivador, és un anell de joieria clàssica que s'utilitza en el pírcing corporal. La majoria d'aquests anells estan fabricats en acer inoxidable, titani, niobi o fins i tot de diferents tipus de plàstics.

## Descripció
Aquest anell té una petita obertura on s'adapta una bola. El taló d'aquesta obertura és lleugerament més gran i té petites depressions que corresponen als punts finals de l'anell, de manera que es pot encaixar la bola completament contra ells, completant així el circuit de l'anell. Sovint, s'obre i es tanca l'anell amb unes alicates per inserir millor la bola o per permetre un ajust més fàcil. S'utilitza la tensió o la compressió natural del metall que està formada per l'anell per a mantenir fermament el taló.
La bola pot ser de vidres de colors, acrílics, ceràmics, o una pedra preciosa.

## Utilització
Aquesta és una peça popular de joieria per a pírcing, per la seva comoditat i facilitat d'ús, ja que permet que l'usuari es pugui treure l'anell simplement traient la bola. Quan està ficada a l'anell, bola es manté fermament en el seu lloc perquè no caigui fàcilment.
A més, a causa de la seva forma tancada i les seves vores arrodonides, aquests anells no s'enganxen fàcilment a la roba o al pèl, fent-los una opció popular per a les perforacions que encara estan cicatritzant.
No obstant això, no és adequat per al seu primer ús en una perforació recent, ja que el forat de la perforació pot créixer pel moviment axial i radial de l'anell. La seva forma circular pot arrossegar la limfa seca cap a la perforació que s'està cicatritzant, el que significa que es considerin preferibles els barbells per a certs pírcings mentre estan cicatritzant.

## Variants
Un anell segmentat no es tanca amb una bola, sinó que s'uneixen els dos extrems de l'obertura per a formar un anell continu.
L'anell de tancament de barra (o D-ring) és un anell en què una barra uneix els dos extrems de l'obertura.
Els anells segmentats poden ser molt cars en determinades circumstàncies, per aquest motiu se sol escollir com a alternativa l'anell de tancament de barra.